# Épître pastorale
Une épître pastorale, ou trito-paulinienne, est l'un des textes du Nouveau Testament. Il en existe trois dans cette catégorie : la première épître à Timothée, la  deuxième épître à Timothée et l'épître à Tite.
Ces trois épîtres sont présentées comme des lettres de Paul de Tarse aux disciples Timothée et Tite, mais cette attribution n'est plus guère retenue par la critique contemporaine. Les historiens modernes estiment qu'elles sont l'œuvre de successeurs de Paul.
On leur donne le titre de « pastorales » parce qu'elles s'adressent à des « pasteurs », autrement dit à des personnes qui exercent une responsabilité au sein du christianisme primitif, et non pas à une Église ou à un groupe de croyants comme la plupart des épîtres pauliniennes. Le qualificatif de « pastorale » est relativement récent : il date du milieu du XVIIIe siècle.

## Authenticité
Seules 7 des épîtres attribuées à Paul sont jugées authentiques par la majorité des chercheurs : Rm, 1 Co, 2 Co, Ga, Ph, 1 Th et Phm. On les appelle « épîtres proto-pauliniennes ».
Les autres sont les 3 « épîtres deutéro-pauliniennes », rédigées par des disciples directs de Paul (Ép, Col et 2 Th), et enfin les 3 « épîtres trito-pauliniennes » ou « pastorales », dues à des disciples plus tardifs (1 Tm, 2 Tm et Tt),.
Depuis Friedrich Schleiermacher, dans une lettre de 1807, les biblistes ne voient pas de similitude de vocabulaire et de style entre les pastorales et les épîtres incontestablement écrites par Paul, de même qu'ils ne peuvent y intégrer la biographie reconstruite de l'Apôtre. Sur le fond, les spécialistes n'y reconnaissent pas la théologie de la première génération ; au contraire, ils discernent dans les pastorales les principes d'une Église chrétienne déjà émergente. Enfin, ils observent que les pastorales s'opposent à un gnosticisme plus développé qu'à l'époque de Paul.